# Цане Николовски
Цане Николовски (Битољ, 8. новембар 1958) је македонски певач, музичар и флаутиста. У својој дугој музичкој каријери је био певач у групама Мадригали, Гром и Бон – Тон. Најпознатији хит који га је прославио новокомпована песма „Жаклина” из 1990. године. Снимио је 37 албума фолк, поп музике и песама са флаутом. Од 2004. Николовски живи у одмаралишту Аликанте у Шпанији. У 2016. Лотус продукција из Битоља је снимила документарац о Николовском под називом „Пут ка Аликанте”.